# Eukoenenia lauteli
Eukoenenia lauteli är en spindeldjursart som först beskrevs av Jules Rémy 1950.  Eukoenenia lauteli ingår i släktet Eukoenenia och familjen Eukoeneniidae. Inga underarter finns listade i Catalogue of Life.